# Ochthebius stygialis
Ochthebius stygialis es una especie de escarabajo del género Ochthebius, familia Hydraenidae. Fue descrita científicamente por Orchymont en 1937.
Se distribuye por Turquía. Mide  milímetros de longitud y su edeago 0,36 milímetros. Se ha encontrado a altitudes de hasta 1200 metros.